# Graffenrieda laurina
Graffenrieda laurina är en tvåhjärtbladig växtart som beskrevs av José Jéronimo Triana. Graffenrieda laurina ingår i släktet Graffenrieda och familjen Melastomataceae. Inga underarter finns listade i Catalogue of Life.